# Ажубалис, Аудронюс
Аудро́нюс Ажу́балис (лит. Audronius Ažubalis; род. 17 января 1958, Вильнюс) — литовский журналист и политический деятель; член Сейма Литовской Республики (1996—2000, 2004—2008, 2008—2012, 2012—2016, 2016—2020 и 2020—2024); министр иностранных дел Литвы (11 февраля 2010 — 13 декабря 2012). В 2011 году — председатель ОБСЕ.

## Биография
Родился в Вильнюсе и окончил вильнюсскую среднюю школу имени Антанаса Венуолиса (1976). Поступил на исторический факультет Вильнюсского государственного университета на специальность журналистики, но был отчислен со второго курса за связи с членами Литовской Хельсинкской группы. В 1977—1979 годах служил в Советской Армии.
В 1979—1988 годах работал в Литовском государственном комитете по делам издательств, печати и книжной торговли, Литовском учебно-методическом центре культуры, Литовском государственном Комитете телевидения и радиовещания, Литовском республиканском агентстве по прокату кинофильмов. Одновременно в 1982 году продолжил учёбу на заочном отделении факультета журналистики Вильнюсского государственного университета, которое окончил в 1989 году.
В 1989—1990 годах был корреспондентом еженедельной газеты Саюдиса „Atgimimas“ («Возрождение»).
Работал представителем для связи с печатью председателя Верховного Совета (Восстановительного Сейма) Литвы Витаутаса Ландсбергиса (1990—1992). В течение шести месяцев изучал политику и экономику в World Press Institute Макалестер колледжа (Сент-Пол (Миннесота) (1990). Занимал должность заведующего Центром информации и анализа Верховного Совета (Восстановительного Сейма; 1991—1993).
В 1993 году основал первый в Литве консультационный центр по связям с общественностью „Multum creditum“ и руководил им до ноября 1996 года. В 1996 году был избран членом Сейма Литовской Республики. В Сейме занимал должности председателя Комитета иностранных дел, заместителя председателя Комитета по европейским делам.
Одновременно президент Литовско-Британской торговой палаты (1998—2000). С 1998 года член партии консерваторов Литвы «Союз Отечества» (в настоящее время «Союз Отечества» — Христианские демократы Литвы).
В 2001—2004 годах был генеральным директором общественного учреждения «Центр переводов, документации и информации» при канцелярии Правительства Литовской Республики. В 2001—2003 годах был президентом Национальной ассоциации издателей журналов.
Участвовал в выборах в Сейм также в 2000 год, но не был избран. Числился избранным с 23 июня 2004 по 28 июня 2004 года. В ноябре 2004 года был вновь избран членом Сейма Литовской Республики. Избранный в парламент в 2008 году, стал председателем Комитета по иностранным делам.
С 11 февраля 2010 года (до октября 2012 года) министр иностранных дел Литвы, сменив временно исполнявшую обязанности министра иностранных дел (после отставки Вигаудаса Ушацкаса) Расу Юкнявичене.
В 2011 году Литва председательствовала в ОБСЕ, и Ажубалис являлся председателем ОБСЕ. Избран членом Сейма 2012—2016 годов, состоит заместителем председателя Комитета по иностранным делам и Комитета по европейским делам, а также ряда парламентских и межпарламентских групп.
Был избран по списку Союз Отечества — Христианские демократы Литвы членом Сейма Литвы, где стал заместителем председателя комитета по делам Европы и членом комитета иностранных дел. По тому же партийному списку был избрана в 13-й Сейм (2020—2024), где стал председателем комитета по европейским делам, членом комитета иностранных дел и ряда межпарламентских групп.
Владеет английским и русским языками.
Женат, две дочери.

## Награды и звания
- Медаль Памяти 13 января (Литва, 1999)
- Памятный знак по случаю приглашения Литвы вступить в НАТО (2003)
- Орден «За заслуги» III степени (Украина, 2007)[4]
- Орден Креста земли Марии второй степени (Эстония, 2013)[5]
- Орден Чести (Грузия, 2014)[6]